# Gare de Feurs
Gare de Feurs vasútállomás Franciaországban, Feurs településen.

## Vasútvonalak
Az állomást az alábbi vasútvonalak érintik:
- Moret–Lyon-vasútvonal

## Kapcsolódó állomások
A vasútállomáshoz az alábbi állomások vannak a legközelebb:
- Gare de Montrond-les-Bains (Lyon-Perrache pályaudvar)
- Gare de Balbigny (Gare de Moret - Veneux-les-Sablons)